# 劉孺
劉孺（485年—543年），字孝稚，又字季幼，彭城安上里人，南梁官员。
劉孺的祖父是劉宋司空劉勔，父親南齊太常劉悛，弟弟劉覽、劉遵。劉孺少年聰明，七歲就懂得寫文章；十四歲時父親逝世，服喪時因為悲傷而十分消瘦，族人都覺得奇異。叔父劉瑱在義興郡帶著他工作，經常安放他坐在側邊，對賓客說：「這小孩子是我家的明珠。」長大後，劉孺樣子俊美、個性通和，但家人不見他的感情。
之後他在本州召迎主簿，從中軍法曹行參軍起家。其時鎮軍沈約聽聞劉孺，就引薦擔任主簿，經常與他遊樂宴會賦詩，大為沈約讚賞。劉孺累遷太子舍人，中軍將軍、臨川王蕭宏主簿，太子洗馬和尚書殿中郎。外任太末縣令，在縣內清明廉潔，還任後除授晉安王蕭綱王友，轉太子中舍人。劉孺喜好文章，思考敏捷，曾為梁武帝寫《李賦》，受詔不久就完成，不作刪改，得到梁武帝稱讚。之後梁武帝在壽光殿設宴，下詔羣臣賦詩，當時劉孺張率醉道不能賦詩，武帝拿著劉孺手掌笑說：「張率東南美，劉孺雒陽才。攬筆便應就，何事久遲回？」可見他們友愛的程度。
他改任中書郎兼中書通事舍人，很快就轉官太子家令，其餘官職同以前。出任宣惠將軍、晉安王蕭綱長史，領任丹陽尹丞；遷太子中庶子、尚書吏部郎；外任輕車將軍、湘東王蕭繹長史，領任會稽郡丞，因公事免官。不久起用王府記室散騎侍郎，兼任光祿卿。歷任少府卿、司徒左長史、御史中丞，被認為稱職。大通二年（528年），轉為散騎常侍，次年（529年）改官左民尚書，領步兵校尉。到中大通四年（532年），出任仁威將軍、臨川王蕭正義長史、江夏太守，加封貞威將軍。次年（533年），轉寧遠將軍、拜司徒左長史但未成，改授都官尚書，領任右軍將軍。
大同五年（539年），劉孺守任吏部尚書，同年出任明威將軍、晉陵太守。在郡內政務中和，得吏民稱道。大同七年（541年），入朝擔任侍中，領右軍，同年再次出任吏部尚書，因母親逝世辭官，喪期未滿就因過度悲傷而逝世，虛歲五十九，諡孝子。劉孺年輕時和從兄劉苞、劉孝綽齊名；劉苞早逝，劉孝綽數次被黜官，官位不高，只有劉孺顯貴，著有文集二十卷。

## 家庭
- 劉芻，著作郎，早逝[8]

## 引用
1. 1 2 3  《梁書·卷四十一·列傳第三十》：劉孺字孝稚，彭城安上里人也。祖勔，宋司空忠昭公。父悛，齊太常敬子。孺幼聰敏，七歲能屬文。年十四，居父喪，毀瘠骨立，宗黨咸異之。服闋，叔父瑱爲義興郡，攜以之官，常置坐側，謂賓客曰：「此兒吾家之明珠也。」旣長，美風采，性通和，雖家人不見其喜慍。……孺二弟：覽、遵。
2. 1 2 3  《南史·卷三十九·列傳第二十九》：（劉悛）子孺字季幼，幼聰敏，七歲能屬文。年十四居喪，毀瘠骨立，宗黨咸異之。叔父瑱為義興郡，攜以之官，常置坐側，謂賓客曰：「此吾家明珠也。」及長，美風采，性通和，雖家人不見其喜慍。……孺弟覽。……覽弟遵。
3. ↑  《梁書·卷四十一·列傳第三十》：本州召迎主簿。起家中軍法曹行參軍。時鎮軍沈約聞其名，引爲主簿，常與遊宴賦詩，大爲約所嗟賞。累遷太子舍人、中軍臨川王主簿、太子洗馬、尚書殿中郎。出爲太末令，在縣有清績。還除晉安王友，轉太子中舍人。
4. ↑  《南史·卷六十二·列傳第五十二》：本州召迎主簿。起家中軍法曹行參軍，時鎮軍沈約聞其名，引為主簿，恒與遊宴賦詩，大為約所嗟賞。累遷太子中舍人。
5. ↑  《梁書·卷四十一·列傳第三十》：孺少好文章，性又敏速，嘗於御坐爲《李賦》，受詔便成，文不加點，高祖甚稱賞之。後侍宴壽光殿，詔羣臣賦詩，時孺與張率並醉，未及成，高祖取孺手板題戲之曰：「張率東南美，劉孺雒陽才。攬筆便應就，何事久遲回？」其見親愛如此。
6. ↑  《南史·卷六十二·列傳第五十二》：孺少好文章，性又敏速，嘗在御坐為李賦，受詔便成，文不加點。梁武帝甚稱賞之。後侍宴壽光殿，詔群臣賦詩。時孺與張率並醉，未及成。帝取孺手板題戲之曰：「張率東南美，劉孺洛陽才，攬筆便應就，何事久遲回。」其見親愛如此。
7. ↑  《梁書·卷四十一·列傳第三十》：轉中書郎，兼中書通事舍人。頃之遷太子家令，餘如故。出爲宣惠晉安王長史，領丹陽尹丞。遷太子中庶子、尚書吏部郎。出爲輕車湘東王長史，領會稽郡丞，公事免。頃之，起爲王府記室散騎侍郎，兼光祿卿。累遷少府卿、司徒左長史、御史中丞，號爲稱職。大通二年，遷散騎常侍。三年，遷左民尚書，領步兵校尉。中大通四年，出爲仁威臨川王長史、江夏太守，加貞威將軍。五年，爲寧遠將軍、司徒左長史，未拜，改爲都官尚書，領右軍將軍。
8. 1 2  《梁書·卷四十一·列傳第三十》：大同五年，守吏部尚書。其年，出爲明威將軍、晉陵太守。在郡和理，爲吏民所稱。七年，入爲侍中，領右軍。其年，復爲吏部尚書，以母憂去職。居喪未期，以毀卒，時年五十九。諡曰孝子。孺少與從兄苞、孝綽齊名。苞早卒，孝綽數坐免黜，位並不高，惟孺貴顯。有文集二十卷。子芻，著作郎，早卒。
9. ↑  《南史·卷六十二·列傳第五十二》：遷中書郎，兼中書通事舍人。曆太子中庶子，尚書吏部郎。累遷散騎常侍，左戶尚書。大同五年，守吏部尚書。出為晉陵太守，在郡和理，為吏人所稱。入為侍中。後復為吏部尚書。母憂，以毀卒，諡曰孝子。孺少與從兄苞、孝綽齊名，苞早卒，孝綽數坐免黜，位並不高，唯孺貴顯。文集二十卷。

## 延伸阅读
[在维基数据编辑]
 《梁書/卷41》，出自姚思廉《梁書》